# Péninsule d'Agrakhan

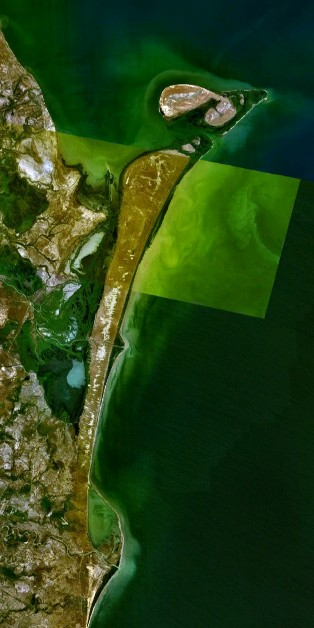
Vue aérienne de la péninsule d'Agrakhan.

La péninsule d'Agrakhan (Аграханский полуостров) est une péninsule située à l'ouest de la mer Caspienne le long de la côte du Daghestan (fédération de Russie). Elle dépend de l'administration de la municipalité de Makhatchkala.

## Description
La péninsule d'Agrakhan est formée surtout de sédiments sablonneux provenant du fleuve Térek en face de son delta. Elle s'étend sur 212 km2, sa longueur étant d'environ 50 km et sa largeur de 8 km à une altitude de 20 m.
La péninsule est délimitée à l'ouest par la baie d'Agrakhan, formée par les vents et les sédiments du Térek et de ses bras, mais la baie a changé de forme ses dix dernières années à cause de la formation de nouveaux bras du fleuve. Elle est délimitée à l'est par la mer Caspienne. Le relief de la péninsule est composé de dunes, de solontchaks, et d'étendues de sable avec quelques tamaris et d'autres plantes de dunes.
Les hivers sont peu neigeux et doux et les étés sont secs. La péninsule est balayée par des vents puissants toute l'année.
On aperçoit au nord de la péninsule les ruines d'un ancien village (Lopatine) de pêcheurs kolkhoziens déserté dans les années 1960 et 1970 et quelques restes de rails qui servaient à l'usine de poisonnerie. Aujourd'hui la péninsule est prisée des touristes et des pêcheurs.
La partie nord de l'île appartient à la réserve naturelle du Daghestan pour la protection des oiseaux. Au nord de la péninsule se trouve l'île Tchétchène séparée par un petit bras de mer.

## Source
- (ru) Cet article est partiellement ou en totalité issu de l’article de Wikipédia en russe intitulé « Аграханский полуостров » (voir la liste des auteurs).